# Jan Szarek
Jan Szarek (13. února 1936, Bílsko-Bělá – 8. října 2020, Cieszyn) byl polský luterský duchovní a biskup.
Úřad biskupa Evangelicko-augsburské církve v Polské republice zastával v letech 1991–2001. V letech 1993–2001 byl předsedou Polské ekumenické rady (Polska Rada Ekumeniczna) a v letech 2000–2005 byl předsedou Diakonie Evangelicko-augsburské církve v Polské republice.
Jeho manželkou byla ekonomka, bankéřka a publicistka Aniela Szarek (1936–2019), s níž měl syna Petra a dceru Ewu.